# Prémétro
Ne doit pas être confondu avec Métro léger ou Tramway en tunnel.
Le prémétro désigne dans la seconde moitié du XXe siècle un modèle de mise en tunnel partielle de lignes de tramway s'articulant dans un projet plus vaste de conversion en métro classique à long terme.

## Définition
1. Processus Mise en tunnel d'une section d'une ligne de tramway (le plus souvent dans le centre-ville) sans changements au reste de la ligne, dans un projet de conversion de la ligne en métro sur le plus long terme, en utilisant des tunnels conçus pour être convertibles en métro.
2. Infrastructure Emprise en tunnel prévue pour la circulation d'une ligne de tramway mais conçue pour être convertible en métro.
3. Par extension Ligne de tramway dont une partie (le plus souvent dans le centre-ville) utilise des tunnels de prémétro.

## Histoire

### Contexte
Après la Seconde Guerre mondiale, l'Europe voit un développement fulgurant de l'usage de la voiture individuelle entrainant très rapidement une congestion toujours plus importante des routes, le tramway est par ailleurs souvent accusé d'occasionner une partie de cette congestion. Face à cela, la plupart des réseaux entament à partir des années 1950 une bussification massive de leur réseau.

### Concept
Cependant, à l'inverse, d'autres réseaux cherchent à trouver des solutions pour sortir le tramway de la congestion routière. Deux modèles vont alors émerger, tous deux partageant le constat que le tramway doit être sorti de la congestion routière :
- Le premier modèle, le métro léger, consiste à isoler progressivement les réseaux de tramway de la circulation automobile par l'emploi de tunnels dans le centre-ville et d'emprises en chaussée en voie réservée, site spécial ou en site indépendant de celle-ci[note 2].
- Le second modèle, le prémétro, reprend le concept de tramway en tunnel apparu à la fin du XIXe, à savoir de ne réaliser des sections en tunnel que là où cela est le plus souvent nécessaire (le plus souvent dans le centre-ville), sans pour autant mettre le reste de la ligne en site propre pour dans l'absolu sortir les lignes de la congestion routière. Il vient cependant s'articuler autour d'un projet à plus long terme de conversion de ces tunnels en métro au moyen de tunnels prévus pour être convertibles.

## Réseaux
| Réseau       | Exploitant                 | Mise en service  | État                                                 |
| ------------ | -------------------------- | ---------------- | ---------------------------------------------------- |
| Vienne       | Wiener Linien (de)         | 8 octobre 1966   | actif, en partie converti en métro                   |
| Anvers       | MIVA (nl) puis De Lijn     | 24 mars 1975     | actif, projet de conversion en métro abandonné       |
| Bruxelles    | STIB                       | 17 décembre 1969 | actif, en partie converti en métro                   |
| Charleroi    | TEC                        | 21 juin 1976     | actif, projet de conversion en métro lourd abandonné |
| Rouen        | Réseau Astuce              | 16 décembre 1994 | actif, pas de projet de conversion en métro lourd    |
| Buenos Aires | Transports de Buenos Aires | 1987             | actif, 17 stations, tramway en tunnel                |

### Bruxelles
En 1958 déjà, le réseau de Bruxelles met en service un tunnel dit « tunnel de la Constitution » entre la gare du Midi et la future station Lemonnier pour éviter le carrefour à problème de la place de la Constitution. En 1963, le gouvernement belge établit des groupes de travail sur les transports en commun dans les cinq plus grandes villes de Belgique : Anvers, Bruxelles, Charleroi, Gand et Liège. Le groupe de travail pour la ville de Bruxelles décide de créer des tunnels principalement en centre-ville pour y dévier les lignes de tramway existantes, lesquels tunnels sont construits pour être convertibles en métro, c'est la naissance du concept de prémétro.

La première section du prémétro entre les stations De Brouckère et Schuman est inaugurée le 17 décembre 1969 par le roi Baudouin. D'autres sections sont progressivement mises en service, en décembre 1970 entre les stations Madou et la Porte de Namur, section prolongée vers la place Rogier le 18 août 1974 et vers le sud à la place Louise 19 août 1985, le 2 mai 1972 pour la station souterraine Diamant sur la grande ceinture, prolongée en tunnel le 30 janvier 1975 jusqu'à la station Boileau via les stations Georges Henri et Montgomery et le 4 octobre 1976 pour l'axe de prémétro Nord-Sud entre les stations Lemonnier et la gare du Nord, section prolongée le 3 décembre 1993 au sud à la station Albert. Certaines de ces sections ont par la suite été converties en métro, la section De Brouckère - Schuman le 20 septembre 1976 et la section Rogier - Louise le 2 octobre 1988 ne laissant que l'axe Nord-Sud et la section de la grande ceinture en prémétro.
Les travaux de mise en métro lourd de l'axe nord-sud, avec prolongation de la ligne dans les deux sens, ont commencé en 2020; mais le tunnel de la place de la Constitution ne sera plus utilisé, car depuis sa construction les caractéristiques du métro lourd bruxellois ont changé. Au lieu de cela, la station Lemonnier sera remplacée par une nouvelle station, multimodale (tram - métro), appelée Toots Thielemans.

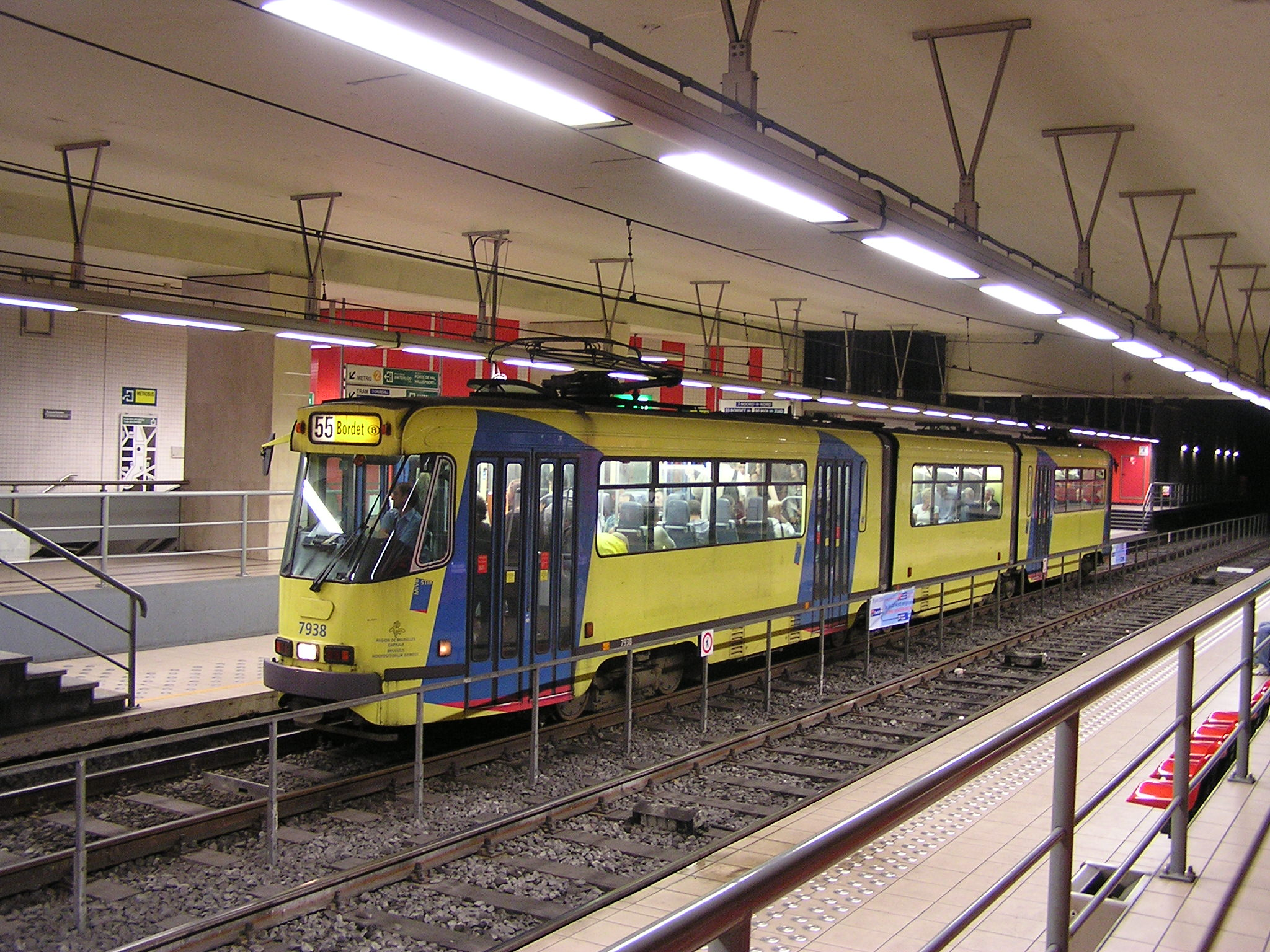
16 juin 2006 Motrice PCC type 7900 sur la ligne 55 vers la gare de Bordet à la station Porte de Hal de l'axe prémétro Nord-Sud.
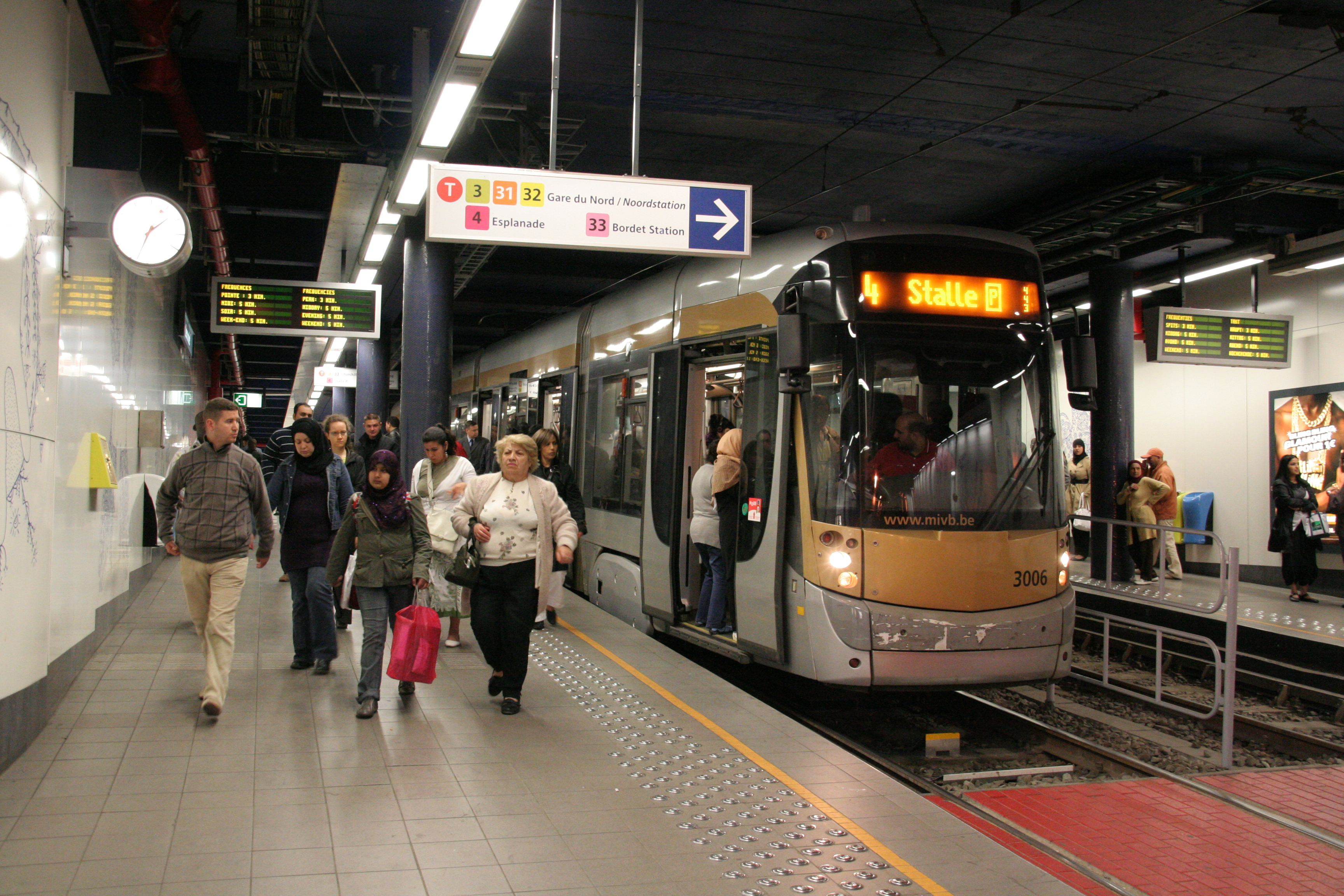
5 juin 2009 Motrice type T3000 sur la ligne 4 vers Stalle à la station Lemonnier de l'axe prémétro Nord-Sud.

### Anvers
Comme pour les autres grandes villes de Belgique, le gouvernement belge établit en 1963 un groupe de travail pour la ville d'Anvers. Celui-ci décide de suivre le modèle bruxellois en créant dans le centre-vile des tunnels convertibles par la suite en métro. La première section entre les stations Groenplaats et Opera est mise en service le 24 mars 1975. Néanmoins, entre-temps en 1974, la perspective d'une conversion en métro est remise en cause par son manque de réalisme et il est décidé de ne plus poursuivre dans cette voie : les futures emprises en tunnel ne sont donc plus construites dans l'optique d'être convertibles en métro mais comme de simples tunnels pour tramways. Le 10 mars 1980, une nouvelle section est mise en service entre les stations Diamant et Plantin. D'autres sections sont mises en service par la suite mais les travaux sont fortement retardés par le transfert des coûts de l'état belge vers les régions en 1988, le 21 septembre 1990 pour le Brabotunnel entre les stations Groenplaats et Van Eeden, le 1er avril 1996 entre les stations Opera et Sportpaleis, le 18 avril 2015 entre les stations Opera et Zegel. Ce réseau reste aujourd'hui cependant incomplet, la section sous les Kerkstraat, Gemeentestraat, Pothoekstraat et le Stenenbrug ainsi que de nombreuses stations sont toujours à l'état de gros œuvre.

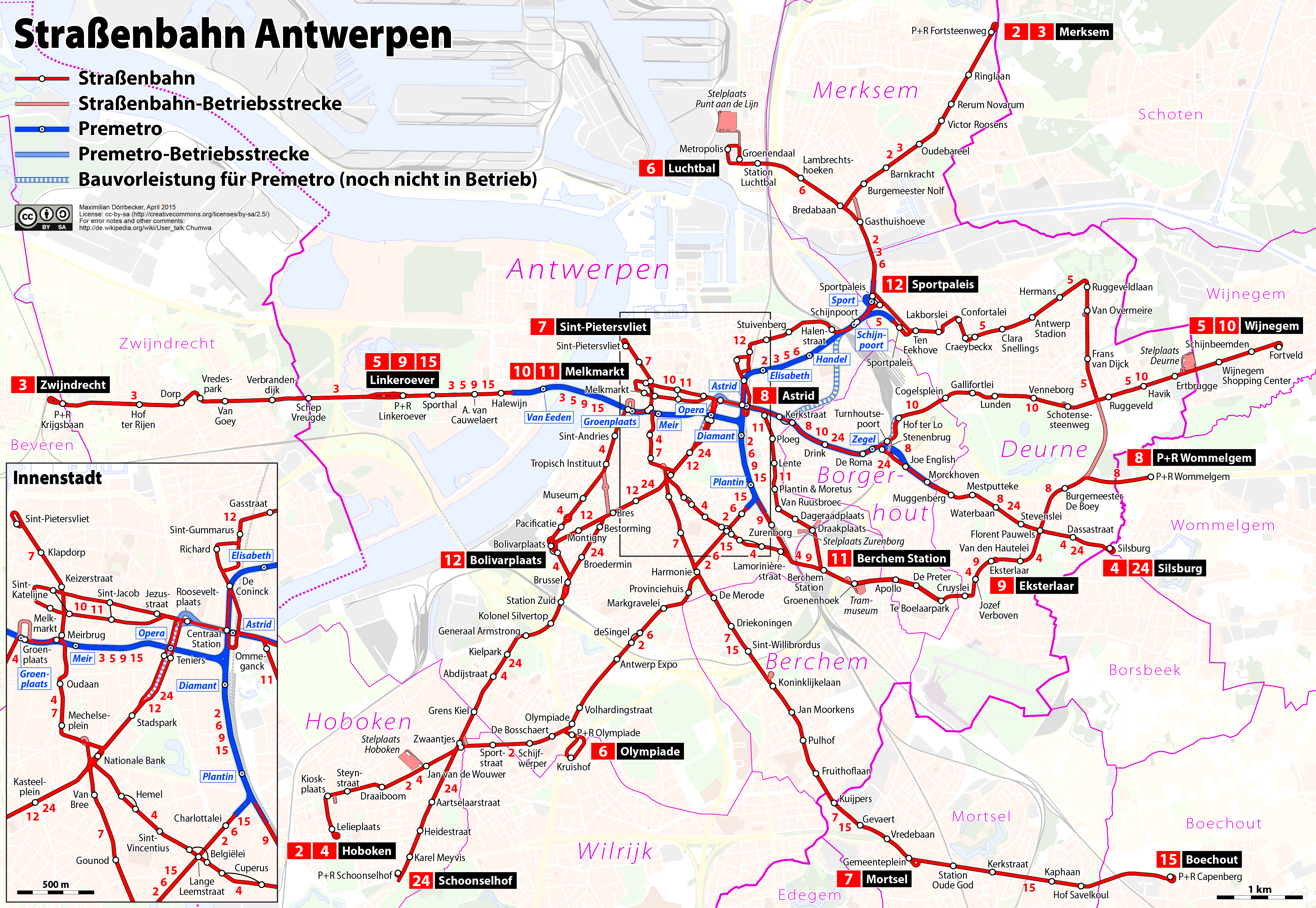
Plan du réseau actuel de tramway d'Anvers.
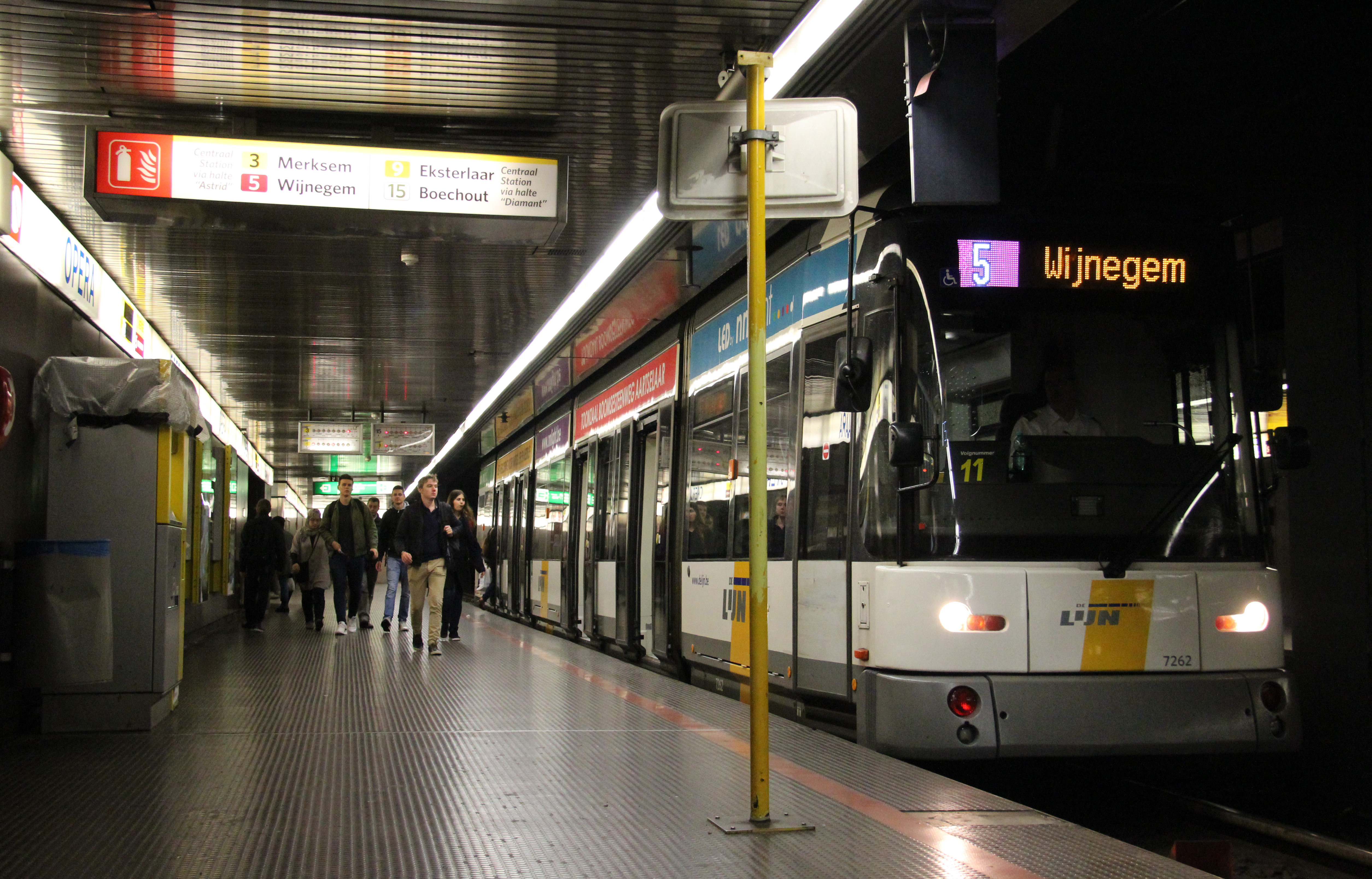
21 juin 2016 Motrice Hermelijn (nl) (série 7232-7271) de De Lijn sur la ligne 5 vers Wijnegem à la station de prémétro Opera.

### Charleroi

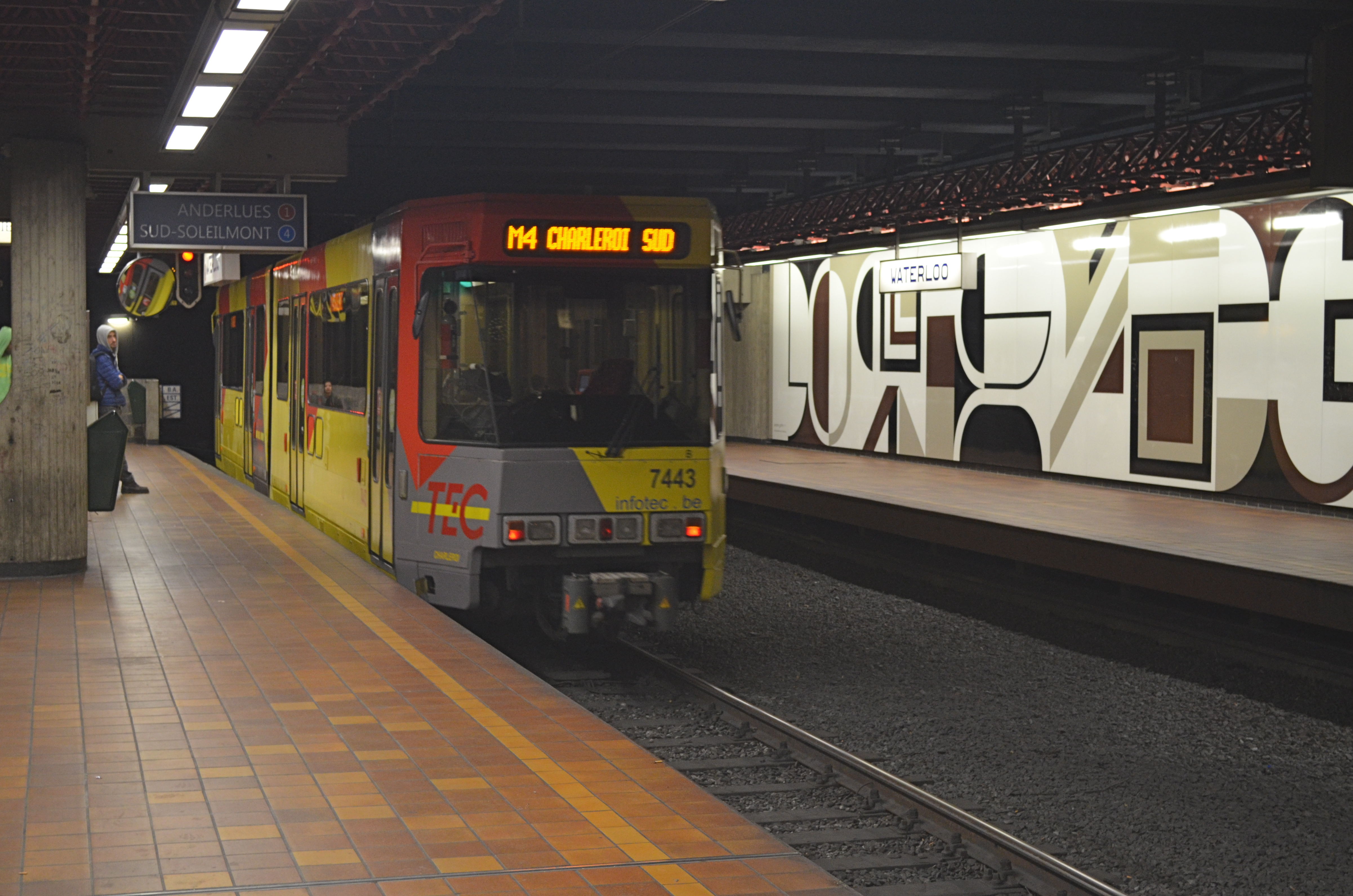
Métro M4 à la station  Waterloo
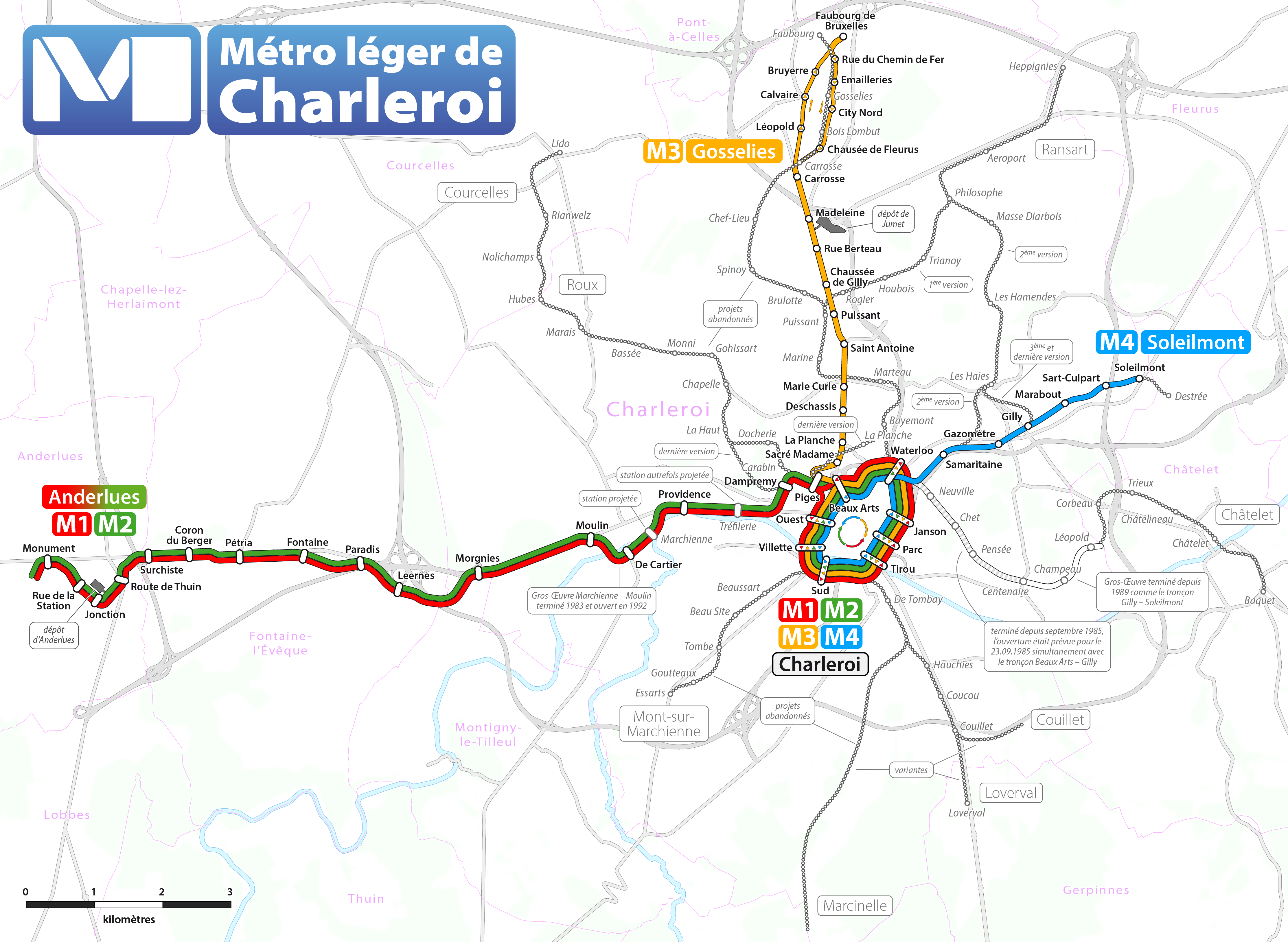
Plan du réseau de Charleroi

### Vienne
Déjà le 7 mai 1959, le réseau de Vienne met en service une courte section en tunnel sur la Südtiroler Platz (actuelle gare centrale). Cependant, au cours des années 1960, les autorités communales étant opposées à l'idée de la création d'un réseau de métro décident suivant le modèle bruxellois d'enterrer certaines sections du réseau de tramway tout en rendant ces tunnels convertibles pour un métro. Selon ces plans, deux sections sont construites, la première section de 1,8 kilomètre comprenant quatre stations sur la Zweierlinie (de) est mise en service le 8 octobre 1966 jusqu'à sa conversion en métro en 1980. La seconde section construite sur la Gürtel Straße reprend la section en tunnel mise en service en 1959, totalisant 3,4 kilomètres et six stations, elle est mise en service le 11 janvier 1969. Elle est actuellement toujours exploitée sous forme de prémétro.

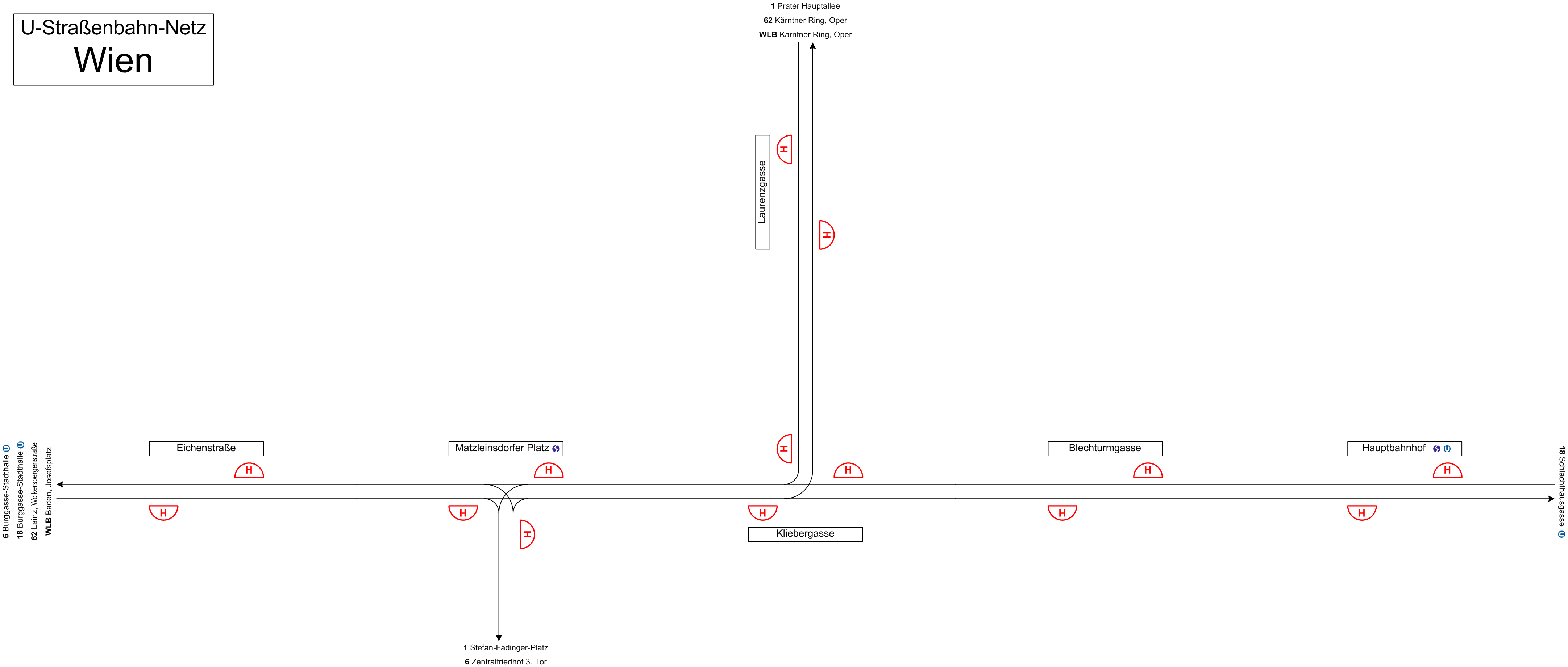
Plan de la section de prémétro de la Gürtel Straße.
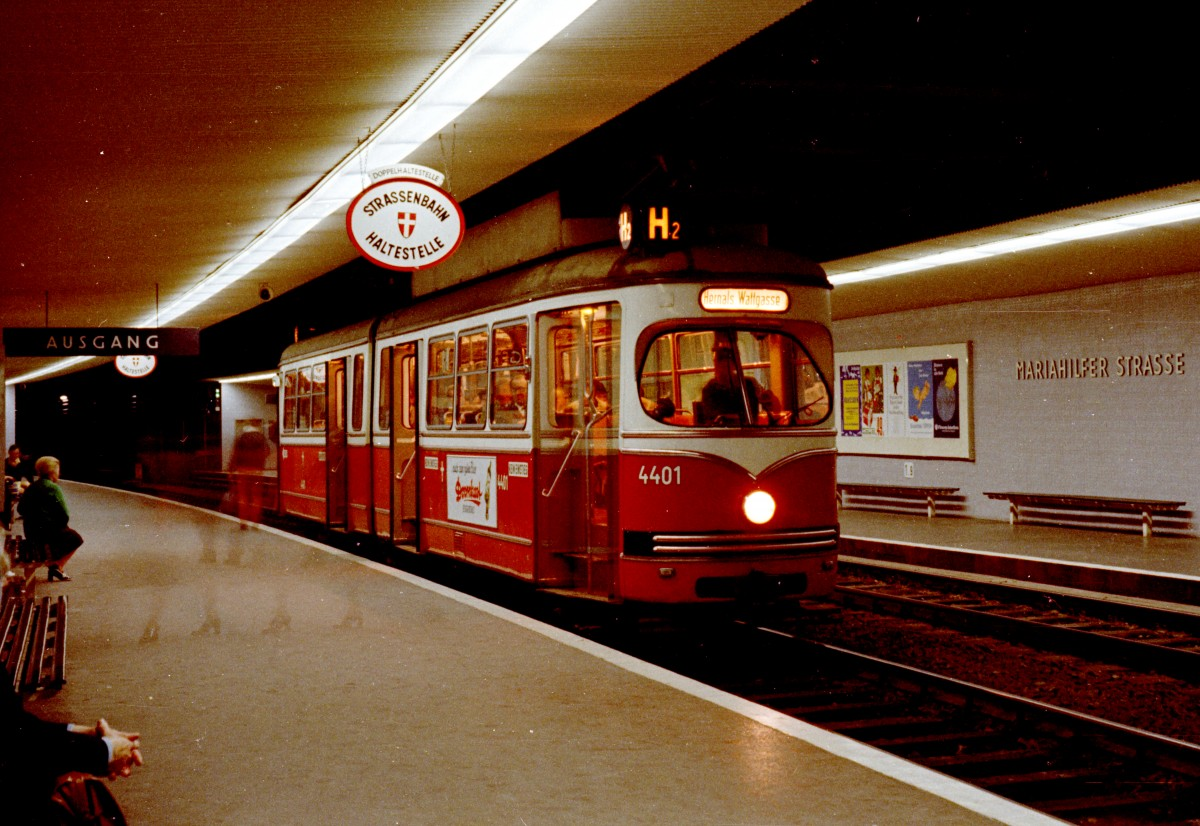
17 juin 1971 Motrice type E sur la ligne H2 à la station Mariahilferstraße[note 4] sur la section de prémétro de la Zweierlinie.
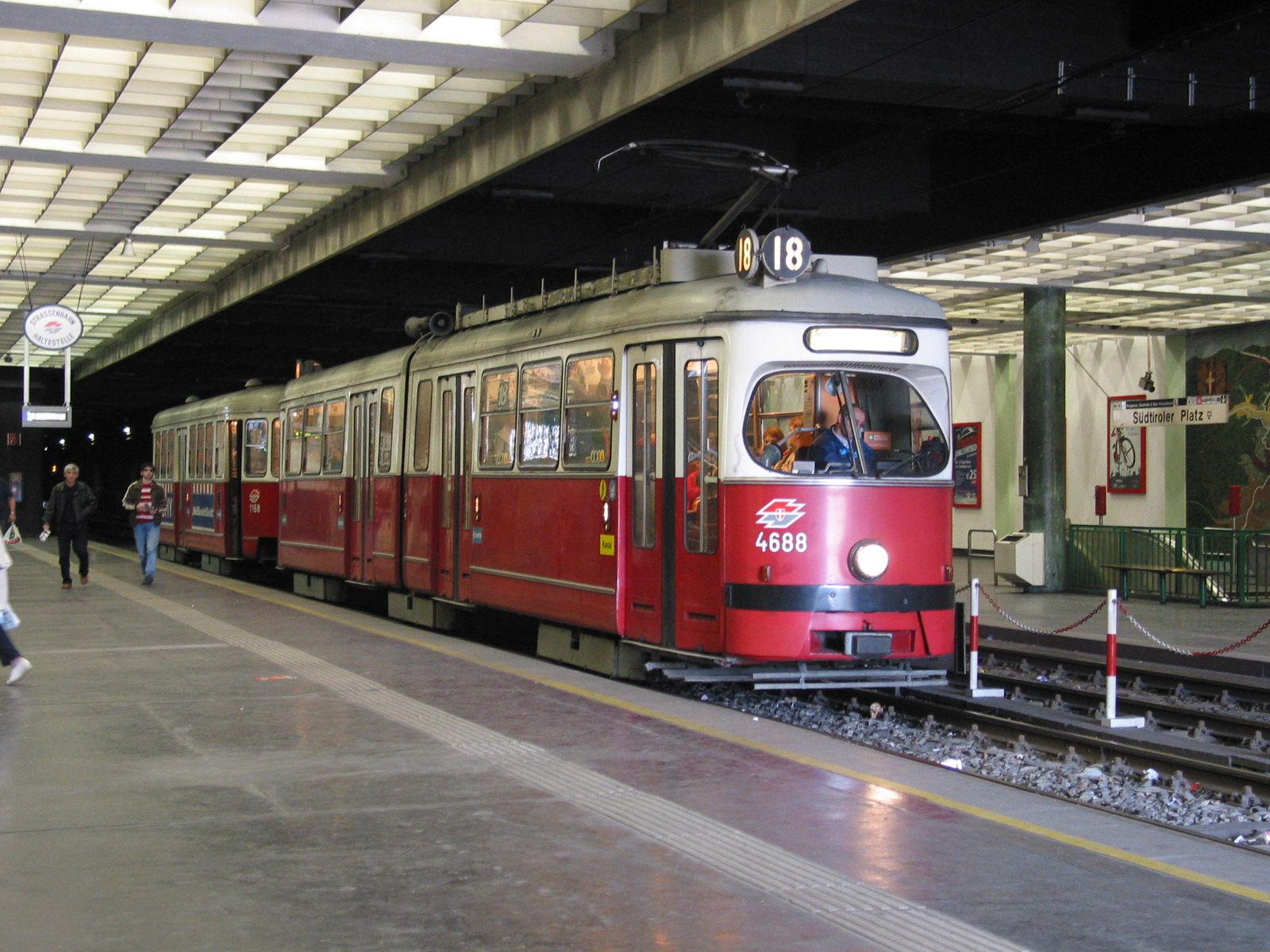
6 juin 2004 Motrice type E1 et remorque type c3 sur la ligne 18 à la station Südtiroler Platz[note 5] sur la section de prémétro de la Gürtel Straße.